# Typhoon of Steel
Typhoon of Steel est un jeu vidéo de type wargame créé par Gary Grigsby et publié par Strategic Simulations en 1988 sur Apple II, Commodore 64, Amiga et IBM PC. Le jeu simule des combats tactiques et fait suite à Panzer Strike, publié en 1987, dont il transpose le système de jeu dans l’océan Pacifique et l’Asie pendant la Seconde Guerre mondiale. Il propose un mode campagne, qui permet au joueur de contrôler une escouade sur la durée du conflit, ainsi que sept scénarios individuels. Il offre également la possibilité de créer des scénarios et des campagnes personnalisées. Le jeu se déroule sur une carte, divisée en cases carrées, sur laquelle les joueurs dirigent leurs unités alternativement. Chaque tour est divisé en deux phases, une phase d’ordre et une phase de combat, cette dernière étant elle-même divisée en trois séquence, et de nombreuses sous séquences, qui permettent aux mouvements et aux combats d’être simulés de manière quasiment simultanée. 
Après sa sortie, Gary Grigsby réutilise le moteur de jeu de Panzer Strike pour développer un nouveau  wargame, baptisé Overrun! et publié en 1989, qui simule des conflits hypothétiques en Europe et au Moyen-Orient dans le contexte de la guerre froide.

## Système de jeu
Typhoon of Steel est un wargame qui simule des combats tactiques en Europe, dans l’océan Pacifique et en Asie pendant la Seconde Guerre mondiale. Le jeu propose une campagne qui permet au joueur de contrôler une escouade sur la durée du conflit. Il propose également sept scénarios individuels, dont deux se déroulent dans le Pacifique, trois en Europe et deux en Asie. Il permet également de créer des scénarios personnalisés. Son système de jeu est très similaire à celui des autres jeux développés par Gary Grigsby. Chaque tour, qui représente une minute, est divisé en deux phases : une phase d’ordre et une phase de combat. La phase de combat est elle-même divisée en trois séquence, et de nombreuses sous séquences, qui permettent aux mouvements et aux combats d’être simulés de manière quasiment simultanée. Les scénarios durent généralement 30 ou 60 tours, durée qui peut être raccourci mais pas allongée.
Le jeu se déroule sur une carte divisée en case carrée plutôt qu’hexagonales. L’ordinateur prend néanmoins en compte le fait qu’un mouvement en diagonal représente une distance plus longue qu’un mouvement vertical ou horizontal. Chaque case représente une distance d’environ 50 yards et la carte fait au total 60 cases de longueur d’Est en Ouest, soit environ 2 miles, et entre 10 et 60 cases de haut. Le joueur peut visualiser la carte par l’intermédiaire de deux écrans, qui n’affichent qu’une fraction de la carte complète : un écran tactique, qui affiche 10x20 cases, et un écran stratégique qui affiche 20x40 cases. La touche Z permet de passer de l’un à l’autre. Sur la carte sont représentés cinq niveaux de terrains, de zéro à quatre. Le niveau 1 correspond au niveau normal du sol et les rivières, les marais et les dépressions sont situées en dessous. Le niveau 2 correspond aux terrains accidentés ou pentu et le niveau 3 aux collines. Les forêts, les bâtiments et les routes peuvent être positionnés sur les terrains de niveau 1 ou 3. Les différents ensembles de terrains, qui correspondent à la région ou se déroule l’affrontement, ont un rendu différent à l’écran et permettent de simuler les différences de région et de saison.

## Développement et publication
Typhoon of Steel est développé par Gary Grigsby. Il est publié sur Apple II et Commodore 64 à l’automne 1988,. Il est ensuite porté sur IBM PC en 1989 puis sur Amiga en 1991.

## Accueil
| Typhoon of Steel |      |        |
| Média            | Nat. | Notes  |
| Computer Play    | US   | 81.5 % |
| CGW              | US   | 2.5/5  |
| Zzap!64          | US   | 78 %   |

Après sa sortie en 1988, Typhoon of Steel fait d’abord l’objet d’une critique plutôt positive du journaliste Evan Brooks du magazine Computer Gaming World. Celui-ci explique d’abord que, s’il s’agit d’un stand-alone, ses mécanismes de jeu sont identiques à ceux de Panzer Strike et qu’il devrait donc combler les fans de son prédécesseur. Il juge en effet que celui-ci  possède de nombreuses qualités dont son mode campagne, son éditeur de scénario – qu’il considère comme l’un des plus faciles d’utilisation disponible –  et sa gestion du commandement avec la possibilité de jouer avec des informations limités (comme dans la réalité) ou complètes. Il regrette en revanche que le jeu soit très long, plus de 15 heures pouvant être nécessaire pour simuler une séquence d’une heure de combat. Il souligne également le manque de clarté des différents types de terrains présents dans le jeu, l’absence de certaines options et les réactions parfois étranges  des unités lorsqu’elles sont repérées par l’ennemi. Il regrette enfin que le jeu ne soit pas compatible avec son prédécesseur et qu’il ne soit donc pas possible de simuler des affrontements entre, par exemple, les japonais et les allemands. En conclusion, il juge que Typhoon of Steel risque de désorienter les joueurs occasionnels mais qu’il offre, aux joueurs expérimentés, une simulation engageante des combats tactiques de la Seconde Guerre mondiale dans le Pacifique, ce qui n’est d’après lui pas surprenant compte tenu du titre de jeu de stratégie de l’année décerné à Panzer Strike. 
Le jeu a notamment été classé à la 143ème position du classement des « meilleurs jeux de tous les temps » du  Computer Gaming World en 1996, l’auteur du classement le décrivant comme un précurseur de Steel Panthers.

## Postérité
Après sa sortie, Gary Grigsby réutilise le moteur de jeu de Panzer Strike pour développer un nouveau  wargame, baptisé Overrun! et publié en 1989, qui simule des conflits hypothétiques en Europe et au Moyen-Orient dans le contexte de la guerre froide.